# Tillandsia kautskyi
Tillandsia kautskyi är en gräsväxtart som beskrevs av Edmundo Pereira. Tillandsia kautskyi ingår i släktet Tillandsia och familjen Bromeliaceae. Inga underarter finns listade i Catalogue of Life.

## Bildgalleri

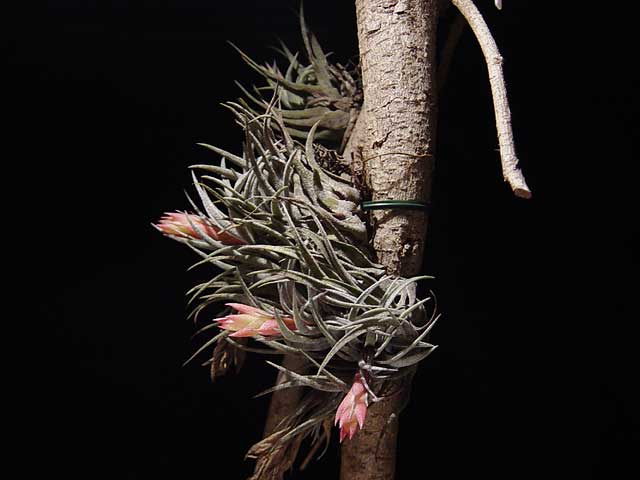